# Andròcides (metge)
Andròcides (en llatí Androcydes, en grec Ἀνδροκύδης) fou un metge grec que va viure en temps d'Alexandre el Gran.
Plini explica que Andròcides va escriure una carta a aquell príncep alertant-lo del perill del vi, que anomenava «sang de la terra», si s'usava amb poca moderació. El mateix autor diu que receptava als seus pacients que mengessin raves per preservar-se de l'embriaguesa i dels efectes contraproduents del vi, ja que havia observat que les vinyes s'allunen dels llocs on hi ha plantacions de raves. Possiblement és el mateix Andròcides que menciona Teofrast.